# Canaudonne
Der Canaudonne ist ein kleiner Fluss in Frankreich, der im Département Gironde in der Region Nouvelle-Aquitaine verläuft. Er entspringt im Gemeindegebiet von Saint-Léon, entwässert generell Richtung Nordnordost durch das Weinbaugebiet Entre-Deux-Mers und mündet nach rund 15 Kilometern im Gemeindegebiet von Moulon als linker Nebenfluss in die Dordogne.

## Orte am Fluss
(Reihenfolge in Fließrichtung)
- Saint-Léon
- Mondon, Gemeinde Saint-Léon
- Pont Traoucat, Gemeinde Blésignac
- Merlet, Gemeinde Espiet
- Daignac
- Espiet
- Lavergne, Gemeinde Daignac
- Peyfroment, Gemeinde Saint-Quentin-de-Baron
- Tizac-de-Curton
- Les Espoureys, Gemeinde Nérigean
- Les Doumens, Gemeinde Moulon
- Roussillon, Gemeinde Génissac
- Moulon

## Sehenswürdigkeiten
- Château de Curton, mittelalterliche Burg am Flussufer in der Gemeinde Daignac – Monument historique[4]
- Château de Génissac, Schloss mit Ursprüngen aus dem 14. Jahrhundert am Flussufer in der Gemeinde Génissac – Monument historique[5]